# انتخابات سراسری هند (۲۰۲۴)
انتخابات سراسری در هند از ۱۹ آوریل تا ۱ ژوئن ۲۰۲۴ در هفت مرحله برگزار شد تا تمامی ۵۴۳ عضو لوک سبها انتخاب شوند. در ۴ ژوئن آراء شمارش شد و نتیجه برای تشکیل هجدهمین لوک سبها اعلام شد. انتخابات مجلس قانونگذاری در ایالت‌های آندرا پرادش، آروناچال پرادش، اودیسا و سیکیم همزمان با انتخابات سراسری و همچنین انتخابات میان دوره‌ای برای ۲۵ حوزهٔ انتخابیه در ۱۲ مجلس قانونگذاری برگزار شد.
بیش از ۹۶۸ میلیون نفر از جمعیت ۱٫۴ میلیارد نفری هند واجد شرایط رأی دادن بودند که معادل ۷۰ درصد کل جمعیت این کشور است. ۶۴۲ میلیون رأی‌دهنده در این انتخابات شرکت کردند و ۳۱۲ میلیون نفر از آنها زن بودند که این بالاترین میزان مشارکت رأی‌دهندگان زن در انتخابات هند است. این بزرگ‌ترین انتخابات تاریخ هند بود که از انتخابات قبلی پیشی گرفت و ۴۴ روز به طول انجامید و از این نظر، پس از انتخابات سراسری ۱۹۵۱–۵۲ هند در جایگاه دوم قرار گرفت.
نارندرا مودی، نخست‌وزیر کنونی، که دورهٔ دوم خود را به پایان رساند، پس از اینکه حزب بهاراتیا جاناتا (BJP) از اکثریت مطلق—دست کم ۲۷۲ کرسی—در انتخابات ۲۰۱۹ و ۲۰۱۴ برخوردار شده بود، برای سومین دورهٔ متوالی نامزد شد. اپوزیسیون اصلی، اتحاد فراگیر توسعه ملی هند (INDIA) بود، ائتلافی که توسط کنگره ملی هند (INC) و بسیاری از احزاب منطقه‌ای در سال ۲۰۲۳ تشکیل شد. این انتخابات به دلیل عدم اقدام در قبال سخنان تنفرآمیز از سوی حزب بهاراتیا جاناتا، گزارش‌هایی مبنی بر عملکرد نادرست دستگاه رأی‌گیری الکترونیکی (EVM) و سرکوب مخالفان سیاسی حزب بهاراتیا جاناتا مورد انتقاد قرار گرفته است.
نظرسنجی‌های رسانه‌های جریان اصلی، پیروزی قاطعی را برای حزب بهاراتیا جاناتا و ائتلاف آن، اتحاد دموکراتیک ملی (NDA) پیش‌بینی کردند. با این حال، حزب بهاراتیا جاناتا ۲۴۰ کرسی را کسب کرد که از ۳۰۳ کرسی که در سال ۲۰۱۹ به دست آورده بود، کمتر بود؛ به این ترتیب، این حزب اکثریت واحد خود را در لوک سبها از دست داد، در حالی که اتحاد دموکراتیک ملی ۲۹۳ کرسی از ۵۴۳ کرسی مجلس را به دست آورد. ائتلاف ایندیا با کسب ۲۳۴ کرسی، که ۹۹ کرسی آن توسط کنگره به دست آمد، فراتر از انتظارات عمل کرد و برای اولین بار در ۱۰ سال گذشته وضعیت اپوزیسیون رسمی را برای حزب به دست آورد. هفت نامزد مستقل و ده نامزد از احزاب غیرمتعهد نیز کرسی‌های لوک سبها را به دست آوردند. در ۷ ژوئن ۲۰۲۴، مودی حمایت ۲۹۳ نمایندهٔ مجلس از دراپادی مورمو، رئیس‌جمهور هند را تأیید کرد. این سومین دورهٔ نخست‌وزیری مودی و نخستین باری بود که وی با ظهور حزب تلوگو دسام در آندرا پرادش و جاناتا دال (متحد) از بیهار به‌عنوان دو متحد اصلی، در رأس یک دولت ائتلافی قرار گرفت.